# Kagawa-præfekturet
Kagawa-præfekturet (香川県 Kagawa-ken) er et præfektur i Japan.
Præfekturet ligger på den nordligste del af den japanske ø Shikoku. Det har et areal på 1.862 km2
og et befolkningstal på 949.358 (2020) indbyggere. Hovedbyen er byen Takamatsu.